# Hietzing
Hietzing ([ˈhɪtsɪŋ]ⓘ) – trzynasta dzielnica Wiednia, położona w zachodniej części miasta. Tradycyjnie dzieli się na sześć części, których nazwy odpowiadają wcześniejszym miejscowościom: Hietzing, zwany również Alt-Hietzing na północnym wschodzie, Unter-St.-Veit na północy, Ober-St.-Veit na północnym wschodzie, Hacking na zachodzie, Lainz (geograficzny środek) oraz Speising na południu. Do 1938 do dzielnicy należały również tereny miejscowości Penzing, które dziś stanowią czternastą dzielnicę Wiednia.
Na terenie dzielnicy Hietzing znajduje się letnia rezydencja Habsburgów-Schönbrunn oraz ambasada Polski i Turcji.